# 横河民輔
横河 民輔（よこがわ たみすけ、1864年10月28日（元治元年9月28日） - 1945年（昭和20年）6月26日）は、明治・大正・昭和期の建築家・実業家。横河グループ創業者。日本の鉄骨建築の先駆者。アメリカの雑誌で鉄骨構造を知る。

## 経歴
播磨国加古郡東二見村（現・兵庫県明石市二見町東二見）で、蘭方医・横河安鼎の四男として生まれる。
帝国大学工科大学造家学科で建築学を学ぶ。1889年（明治22年）7月に卒業。卒業同期には葛西万司、宗兵蔵らがいる。卒業設計では東京の町屋を取り上げ、論文で町屋の生活改善と建物の耐震耐火性の向上をテーマとした。その後、下町の二階建ての土蔵造や煉瓦造をどうしたら簡便に耐震化できるかを考え、1891年に著書『地震』を刊行した。
卒業後すぐに東京市日本橋区鉄炮町に建築設計事務所を開設するが、1892年（明治25年）、三井財閥の三井元方嘱託及び東京工業学校講師となり、のち1895年（明治28年）、月給200円の技師長格で三井元方に入社し、三井系企業の建築物の設計を行なう。翌年部下に鈴木禎次がつく。1892年（明治25年）、東京法学院改築、1893年（明治26年）、帝大同期である宗兵蔵設計の久松座（旧明治座）を監督。
1893年（明治26年）11月5日、女子教育家として著名な棚橋絢子の次女・下枝（シズヱ）と結婚。1896年（明治29年）、三井総営業本店の設計を開始し、1902年（明治35年）に竣工。施工の実際の指導から材料の発注まで一人でこなした。
1903年（明治36年）4月に独立して、横河工務所を開設。同年8月からは東京帝国大学工科大学講師として建築学科で鉄骨構造の講義も担当。1906年（明治39年）大阪支店開設。1915年（大正4年）、工学博士。
さらに、1907年（明治40年）、鉄骨橋梁部門を橋梁メーカーの横河橋梁製作所、現・横河ブリッジとして分離独立で開設。
その後、横河化学研究所・1916年に東亜鉄工所、1937年に満州横河橋梁設立。1920年に計測・制御機器メーカーの電気計器研究所、現・横河電機等を創業（最後には1937年、倭楽研究所という、琴の演奏を趣味としていた民輔が、長すぎて運ぶのに不便な琴を折りたたみ式にするための会社も設立）。実業家としての手腕を発揮した。
1908年（明治41年）帝国劇場設計に際し欧米諸国を視察。1911年（明治44年）建築業協会理事長に就任(1928年まで、1928 - 45年は会長）。1917年（大正6年）9月に大蔵省議院建築調査委員となり国会議事堂建設に関与し、1918年（大正7年）7月に大蔵省臨時議院建築局常務顧問（1925年に営繕管財局常務顧問）に就任。
1925年（大正14年）から1927年（昭和2年）まで、社団法人日本建築学会会長を務め、1931年に名誉会長。1930年（昭和5年）建築資料協会会長(1945年死去まで）。1932年（昭和7年）ヨコカワ・コレクション中国古陶磁591点を東京帝室博物館に寄贈（1938年まで総計1068点寄贈）。1935年（昭和10年）3月、合資会社建築施工研究所を設立。1938年（昭和13年）8月、(株）両全社を設立（横河コンツェルンの本社）。1939年（昭和14年）文部省国宝保存会委員に任命された。
1943年（昭和18年）1月、横河工務所所長を辞任して引退し、横河時介、中村伝治、松井貴太郎の共同経営とした。1944年（昭和19年）10月、財団法人尚徳学園理事長となる。1945年6月、小田原の別邸で死去した。墓所は多磨霊園。
1964年（昭和39年）に行われた第1回日本建築祭で、日本建築界先覚者遺徳顕彰5氏のうちの1人に選ばれた。

## 横河工務所の設計作品

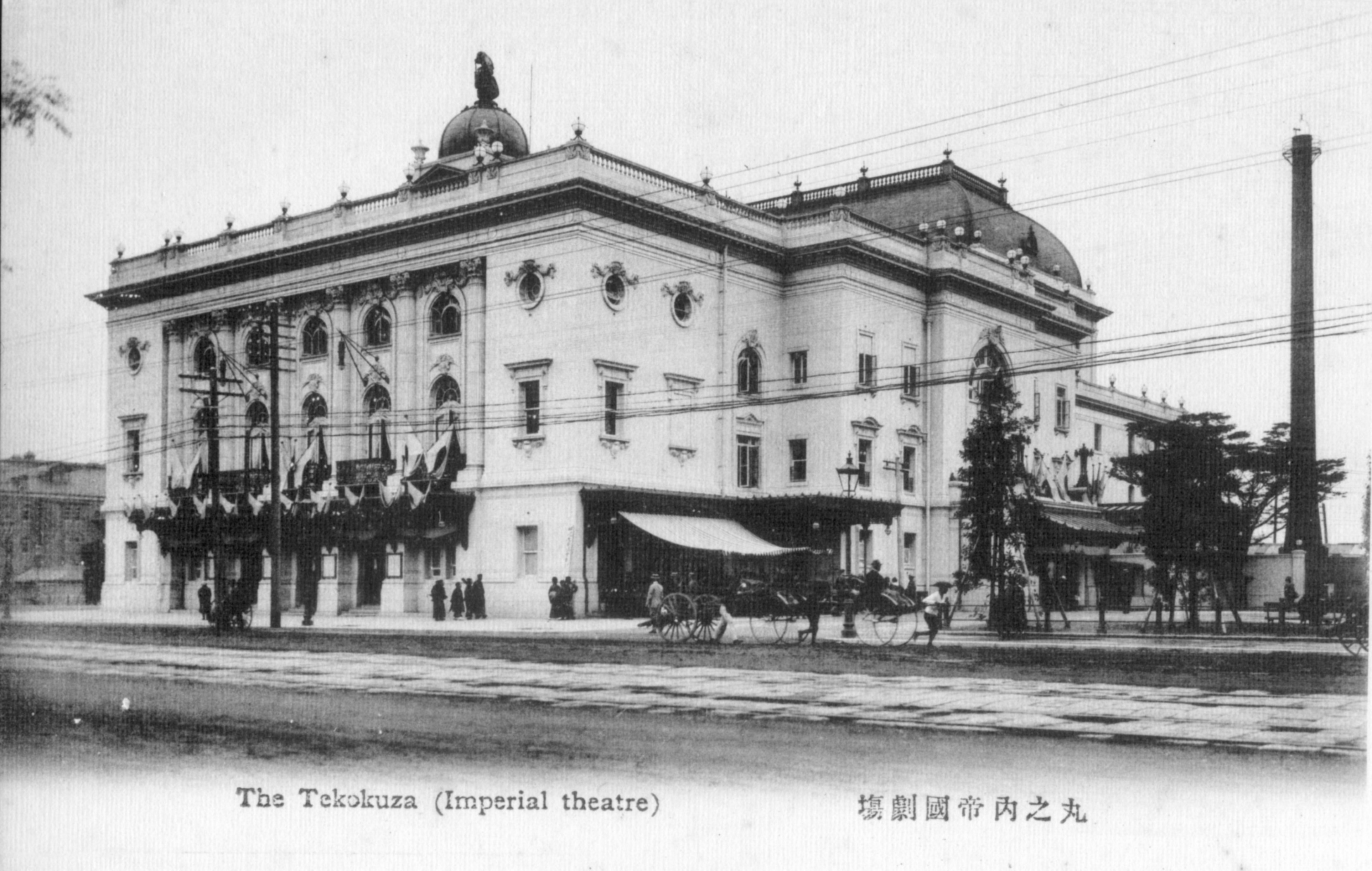
帝国劇場

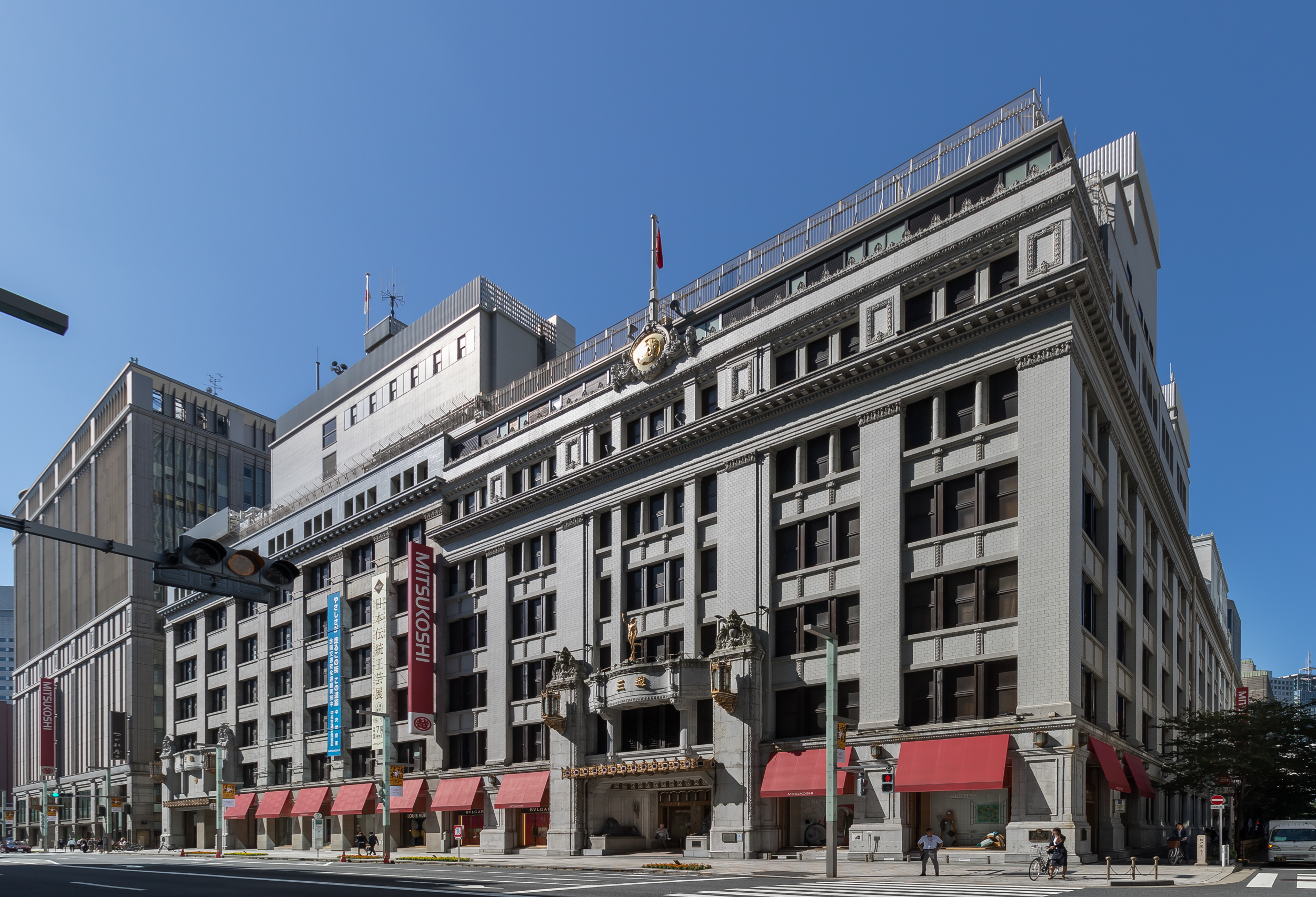
三越呉服店（現三越日本橋本店）

- 1902年（明治35年）： 三井本館（先代）
- 1906年（明治39年）： 第一生命保険相互会社
- 1908年（明治41年）： 有楽座（ピカデリー劇場のところにあった）
- 1911年（明治44年）： 帝国劇場（大熊喜邦や葛野壮一郎らが基本設計）
- 1919年（大正8年） - 1920年（大正9年）： 三井2号および3号館
- 1914年（大正3年）： 三越呉服店（三越日本橋本店）
- 1916年（大正5年）： 東京銀行集会所
- 1920年（大正9年）： 日本工業倶楽部
- 1922年（大正11年）： 猿江小学校
- 1924年（大正13年）： 千代田生命本店
- 1928年（昭和3年）： 東株ビルディング（現・日証館）
- 1929年（昭和4年）： 三信ビルディング（設計は松井貴太郎）
- 1929年（昭和4年）： 交詢ビルディング
- 1934年（昭和9年）： 日本電報通信社（電通）社屋(現電通銀座ビル)

## 人柄
元来は建築家であるが、事業に忙しく実際の設計は中村伝治、松井貴太郎、長男の横河時介ら事務所のスタッフにまかせていた。
「設計図を描かない建築家」ともいわれたが目は確かで、設計室に入りスタッフが設計している背後からのぞいて、「うん、なかなか」といったら上出来、何もいわずに立ち去ると及第、しばらく見ていて小首をかしげて立ち去ると、どこかしらおかしく、計算しなおしてみると確かにおかしかった、といった風であったという。また旧東京証券取引所設計の際には、変形の敷地にどうやってデザインを納めるかスタッフが苦慮していると、スラスラとスケッチを描き、またみかんの皮を剥いて造形案の示唆を与えたという。また工事を中断していた東京株式取引所立会所の計画変更で、荷重のかかる場所に柱が建てられなくなった際、構造担当の所員で、山口文象の日本歯科医専付属病院なども担当する田中正蔵と船舶の構造をヒントに構造法を考案。叱りもしないが誉めてもくれない、喜怒哀楽を決して表に表さない寡黙の人と称された。
（旧）三井本館建設の際には当時最新鋭の鉄骨構造を導入。また、三井呉服店の高橋義雄の依頼でアメリカのデパートメントを視察し、経営改善を進言したといわれる。フレデリック・テイラーのテーラーシステムを日本にいち早くに紹介した人物でもあり、こうしたエピソードは大局観の鋭さを示すものであろう。三井の益田孝、鐘紡の武藤山治が「一介の建築技師にしておくのは惜しい、実業の経営に当たらしめたら当代一流の人物となろう」と語ったといわれる。
1907年（明治40年）に入所してきた笠原敏郎には「この仕事は向こうから注文をうけたからでなく、こちらから、こういうものを建てなさい、これだけの収益がありますとすすめるのだから、もっときりつめて経営上採算の取れる有利なプランでなければいけない。建築家は積極的に働きかけて自ら進路を開拓せねばならない。」という意味のことをさとした。
関係した多くの学会や協会に気前良く私財を投じた。また面倒見がよく、発明家で独学の建築家伊藤為吉に発明の資金援助を行い、身体が不自由になっていた元東大助教授の石井敬吉を鉄骨構造に造詣が深い構造エンジニアとして1907年（明治40年）入所させ、瀬戸文吾や宍戸清輝、所員であった竹田米吉や甥の横河一郎（後の横河電機初代社長）らの学費を援助した。

### 建設請負論
1911年（明治44年）に、民輔は請われて、建設業協会理事長に就任。のちに会長となるが、民輔自身は今日のゼネコンの体制である設計と施工の1式請負というスタイルを否定し、この社会から消滅することを望んでいるとまで述べている。1892年（明治25年）造家学会通常講演会で、清水満之助店支配人・原林之助が行った「1式請負こそわが国の建設業の進むべき道」との主張に対して、民輔は原が1式請負の利益ばかり挙げて弊害には触れていないことを挙げ、原が掲げた項目からもたらされる利益（経費の節約、煩雑でなく便利、竣工後も安全保障、工期の短縮）に一つ一つ反論を加えている程であった。しかし後の建設業協会発足にあたり、理事に誘ったのは、他でもない清水組大番頭である原林之助らであった。

### 美術論
中国古陶磁器の収集でも知られ、後にそれらを東京国立博物館に寄贈した。「横河コレクション」として著名である。
民輔の美的感は、伊東忠太が民輔の講演（1892年〈明治25年〉7月20日、造家学会通常会）に対し、「横河君の『東西美術執れか勝る』論を評し併せて意見を述ふ」という題目の反論からわかる。このとき伊東は横河の美術についての理解を逐一反論するが、その基本的な対立点は両者の美術理解の差以上に美術観がつぎのようにことなっている。
- （横河）夫よりは申度事は、総て技芸なるものは世界共有同案の物で御坐り升、之は彼の国、どに申すぺき狭少なるものではありません、政治家や、軍人などが全世界の一小部分の為に一瞬時の名誉のためにする様な稀な希望を保つべきものではありません、世界上に人間の有らん限り塵却未来まで、此美術に依って楽ましめ、喜ばせん、此技芸の恩沢に依らしめんと期せぎる可からず、（中略）。

- （伊東）以上諭するか如く、東西人種は索と其の風土気候を殊にするを以て、亦甚たしく其嗜好を異にせり、是故に我を以て彼を論するに由なく、又彼を以て余を論ナるを持す…彼の美術は彼の風土之を代表せり、我の美術は我の風土之を代表せり、彼は彼の風土に従て生活し、我は我の風土に従て生活せり、然らは則ほち吾人亦何を以てか其優劣を争はんや、（中略）。

伊東のどこか鬱屈とした意識とは対照的に、民輔の美術論は、美術の原理を文と武とで説明するような甚だ旧式のものであったかもしれないが、美術を国家とか名誉とかと切り離して考えようとする志向がうかがえ、伊東の言うように東西美術の優劣について答えていないのではなく、上述の文で「世界上に人間の有らん限り塵却未来まで、此美術によって楽ましめ、喜ばせん」とする意欲が同じであれば、古今東西美術の比較は云うに抗しない、と答えている。帝国劇場の際に争われた、その建築を「西洋様式とするか、日本の伝統様式とするか」に対し「民衆のための劇場」として、躊躇なく洋式劇場を設計した。
東京国立博物館所蔵 横河コレクション中国陶磁の画像

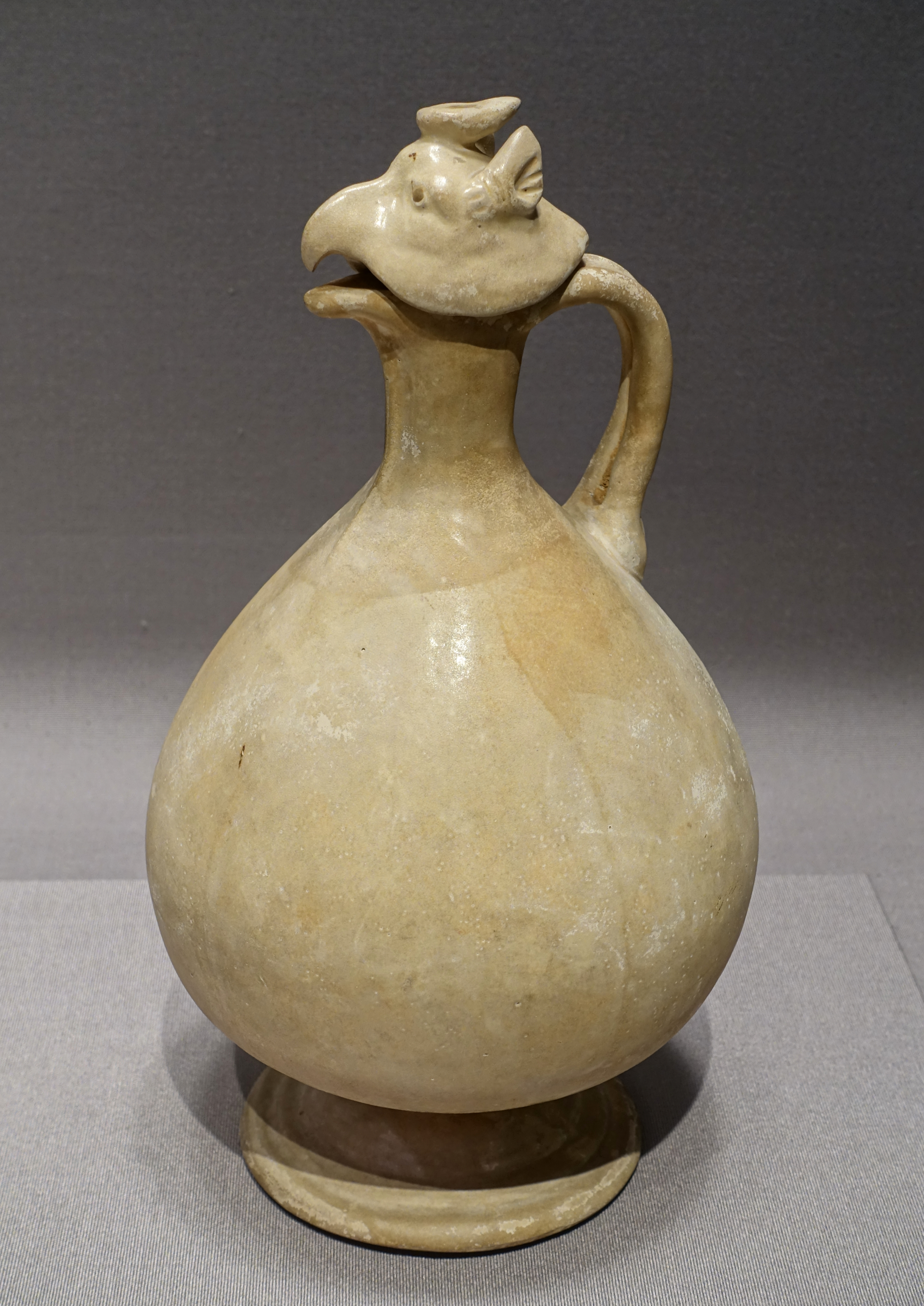
白磁鳳首瓶 唐 7世紀（重要文化財）
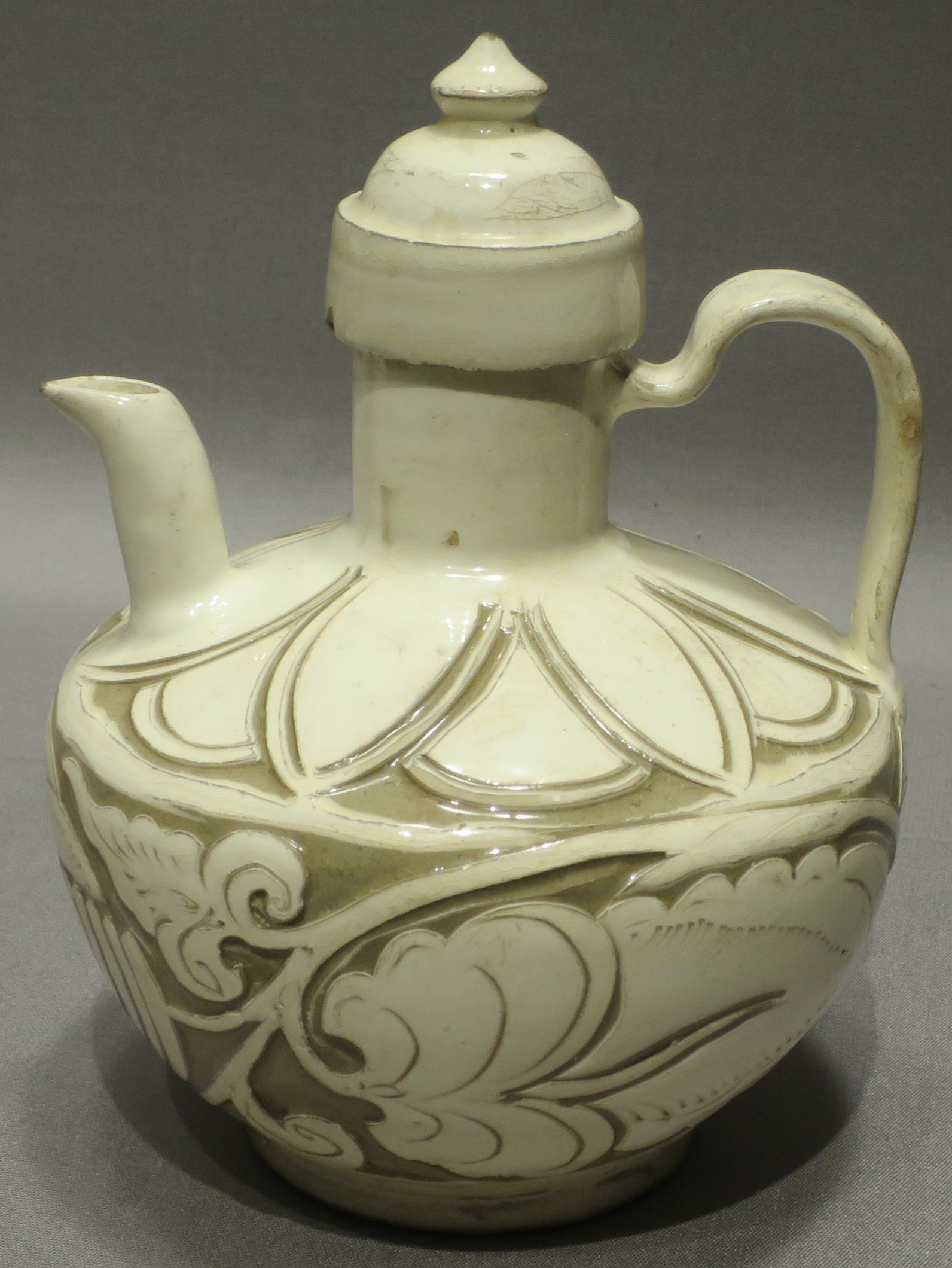
白釉刻花唐草文水注 北宋 磁州窯 11 - 12世紀
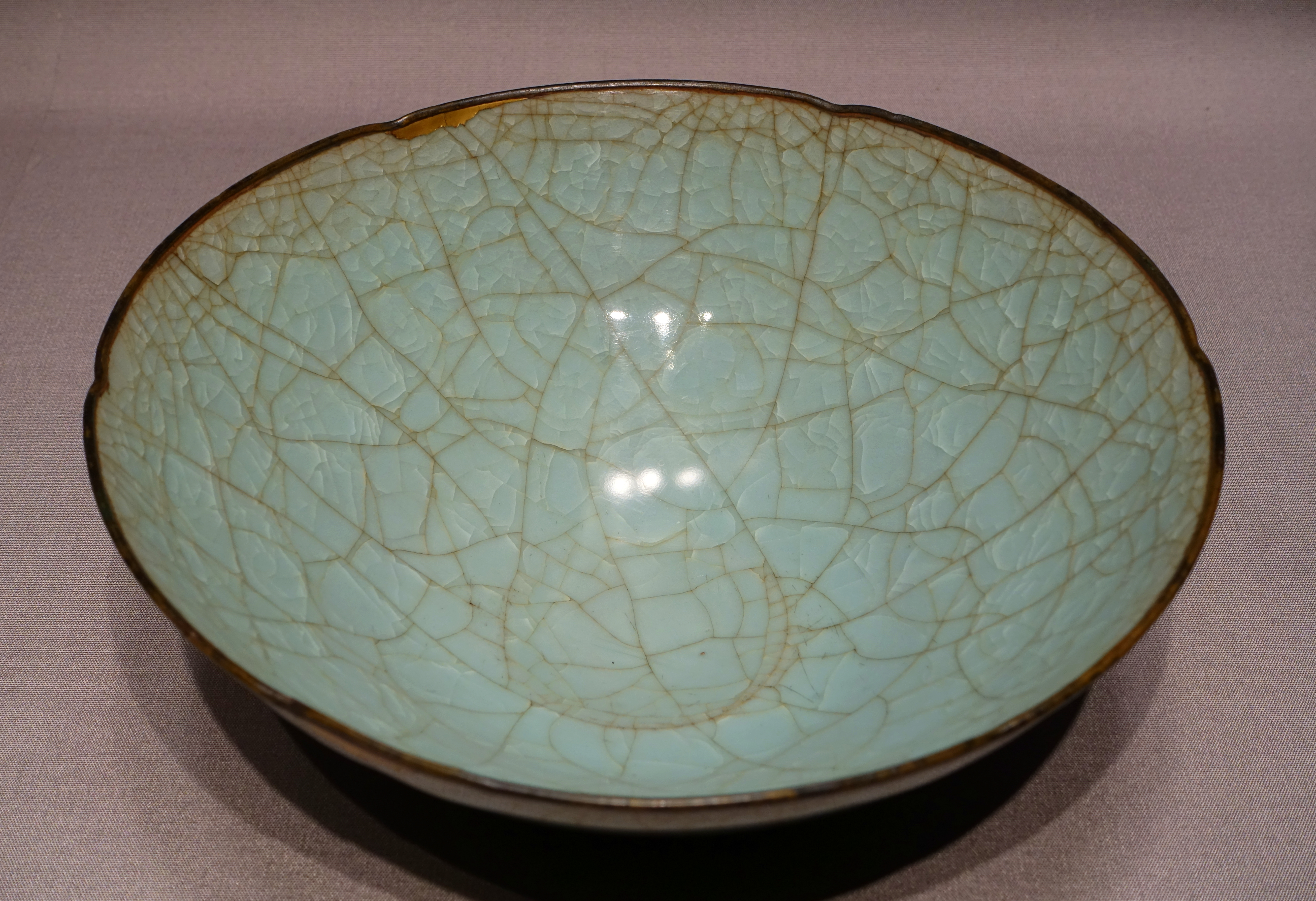
青磁輪花鉢 南宋官窯 12 - 13世紀（重要文化財）
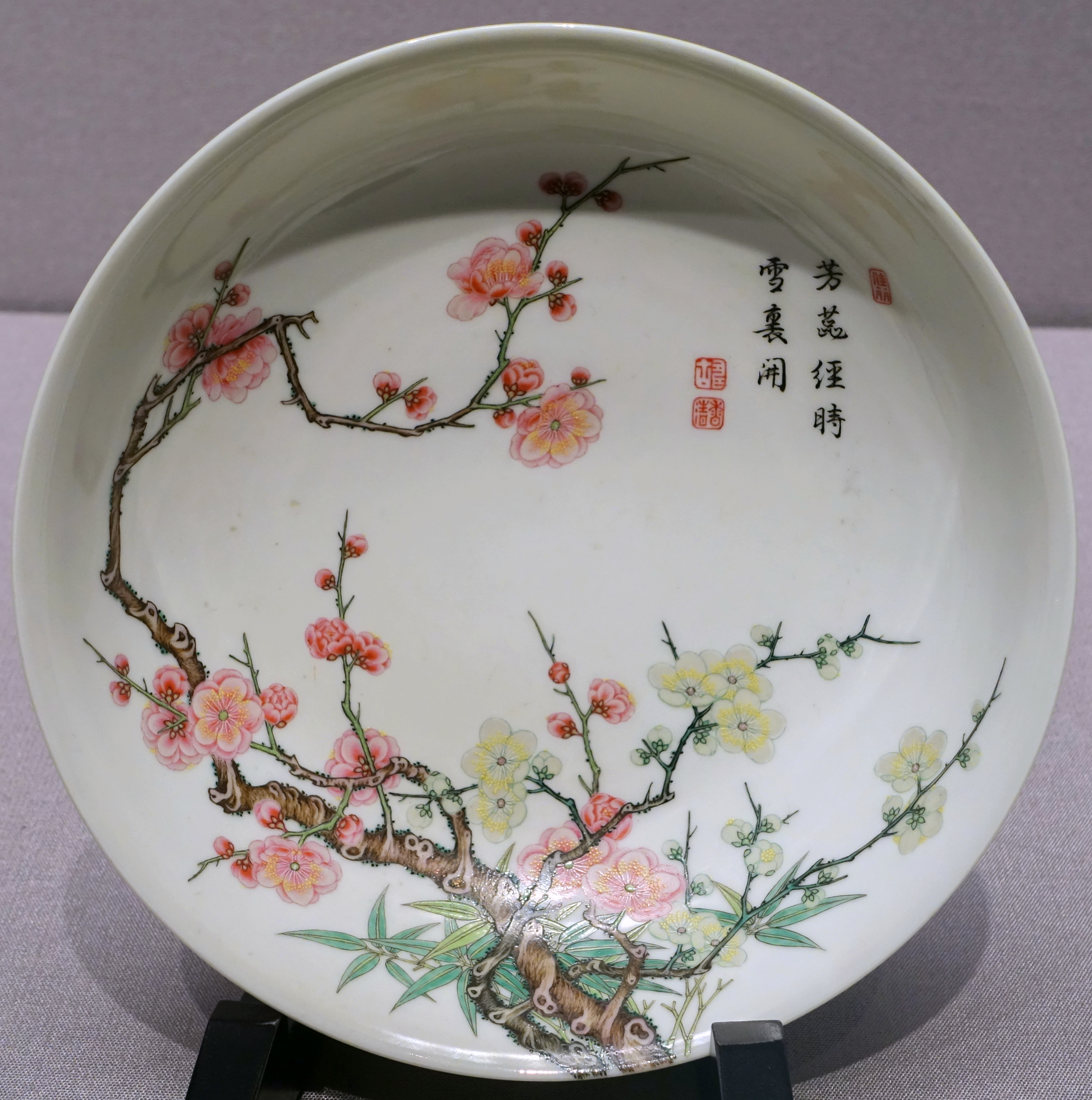
粉彩（琺瑯彩）梅樹文皿 清・雍正年間（1730年頃） 景徳鎮窯（重要文化財）

## 親族
- 妻 下枝〔シヅヱ〕（棚橋絢子二女、棚橋一郎妹）[5]
- 長女 タツ（東郷安夫人）[5]
- 長男 横河時介[5]
- 三男 横河正三[5]

## 著作
- 『地震』金港堂 1891
- 訳『科学的経営法原理』テーラー 私家版 1912
- 『是の如く信ず』北文館 1925